# Subcetate (gmina)
Subcetate – gmina w Rumunii, w okręgu Harghita. Obejmuje miejscowości Călnaci, Duda, Filpea i Subcetate. W 2011 roku liczyła 1832 mieszkańców.